# Aureli Trujillo
Aureli Trujillo és un poeta català. Nascut a Los Blázquez (Córdova) el 1955, es va traslladar amb la família a Reus el 1962, on resideix actualment. Llicenciat en psicologia, la seva activitat laboral ha transcorregut en el sector bancari. Arran de la jubilació, el 2013, es va llançar a la palestra poètica. És soci del Centre de Lectura de Reus, on col·labora com a membre d'una de les seves seccions. Ha publicat els poemaris Dies de suau oreig (2016), Entre marges (2018) i A l'ombra de les paraules (2021), que havia obtingut el premi Grandalla el 2019. A propòsit del segon, el filòleg Joaquim Mallafrè n'ha destacat la dedicació poètica de l'autor, la qualitat i la formació.